# Urrô (Penafiel)
Urrô é uma povoação portuguesa do Município de Penafiel que foi sede da extinta Freguesia de Urrô, freguesia que tinha 2,19 km² de área e 1161 habitantes (2011), e, por isso, uma densidade populacional de 530,1 hab/km².
A Freguesia de Urrô foi extinta (agregada) pela reorganização administrativa de 2012/2013, sendo o seu território integrado na União das Freguesias de Guilhufe e Urrô.

## População
| População da freguesia de Urrô | População da freguesia de Urrô | População da freguesia de Urrô | População da freguesia de Urrô | População da freguesia de Urrô | População da freguesia de Urrô | População da freguesia de Urrô | População da freguesia de Urrô | População da freguesia de Urrô | População da freguesia de Urrô | População da freguesia de Urrô | População da freguesia de Urrô | População da freguesia de Urrô | População da freguesia de Urrô | População da freguesia de Urrô |
| ------------------------------ | ------------------------------ | ------------------------------ | ------------------------------ | ------------------------------ | ------------------------------ | ------------------------------ | ------------------------------ | ------------------------------ | ------------------------------ | ------------------------------ | ------------------------------ | ------------------------------ | ------------------------------ | ------------------------------ |
| 1864                           | 1878                           | 1890                           | 1900                           | 1911                           | 1920                           | 1930                           | 1940                           | 1950                           | 1960                           | 1970                           | 1981                           | 1991                           | 2001                           | 2011                           |
| 289                            | 335                            | 300                            | 303                            | 338                            | 370                            | 410                            | 436                            | 496                            | 543                            | 562                            | 806                            | 897                            | 1 073                          | 1 161                          |

| Distribuição da População por Grupos Etários | Distribuição da População por Grupos Etários | Distribuição da População por Grupos Etários | Distribuição da População por Grupos Etários | Distribuição da População por Grupos Etários | Distribuição da População por Grupos Etários | Distribuição da População por Grupos Etários | Distribuição da População por Grupos Etários | Distribuição da População por Grupos Etários | Distribuição da População por Grupos Etários |
| -------------------------------------------- | -------------------------------------------- | -------------------------------------------- | -------------------------------------------- | -------------------------------------------- | -------------------------------------------- | -------------------------------------------- | -------------------------------------------- | -------------------------------------------- | -------------------------------------------- |
| Ano                                          | 0-14 Anos                                    | 15-24 Anos                                   | 25-64 Anos                                   | > 65 Anos                                    |                                              | 0-14 Anos                                    | 15-24 Anos                                   | 25-64 Anos                                   | > 65 Anos                                    |
| 2001                                         | 217                                          | 180                                          | 591                                          | 85                                           |                                              | 20,2%                                        | 16,8%                                        | 55,1%                                        | 7,9%                                         |
| 2011                                         | 213                                          | 141                                          | 685                                          | 122                                          |                                              | 18,3%                                        | 12,1%                                        | 59,0%                                        | 10,5%                                        |

Média do País no censo de 2001:  0/14 Anos-16,0%; 15/24 Anos-14,3%; 25/64 Anos-53,4%; 65 e mais Anos-16,4%
Média do País no censo de 2011:   0/14 Anos-14,9%; 15/24 Anos-10,9%; 25/64 Anos-55,2%; 65 e mais Anos-19,0%